# BMW S58
La sigla BMW S58 (per esteso S58B30T0) identifica un motore a scoppio sovralimentato a benzina prodotto a partire dal 2019 dalla casa automobilistica tedesca BMW.

## Caratteristiche

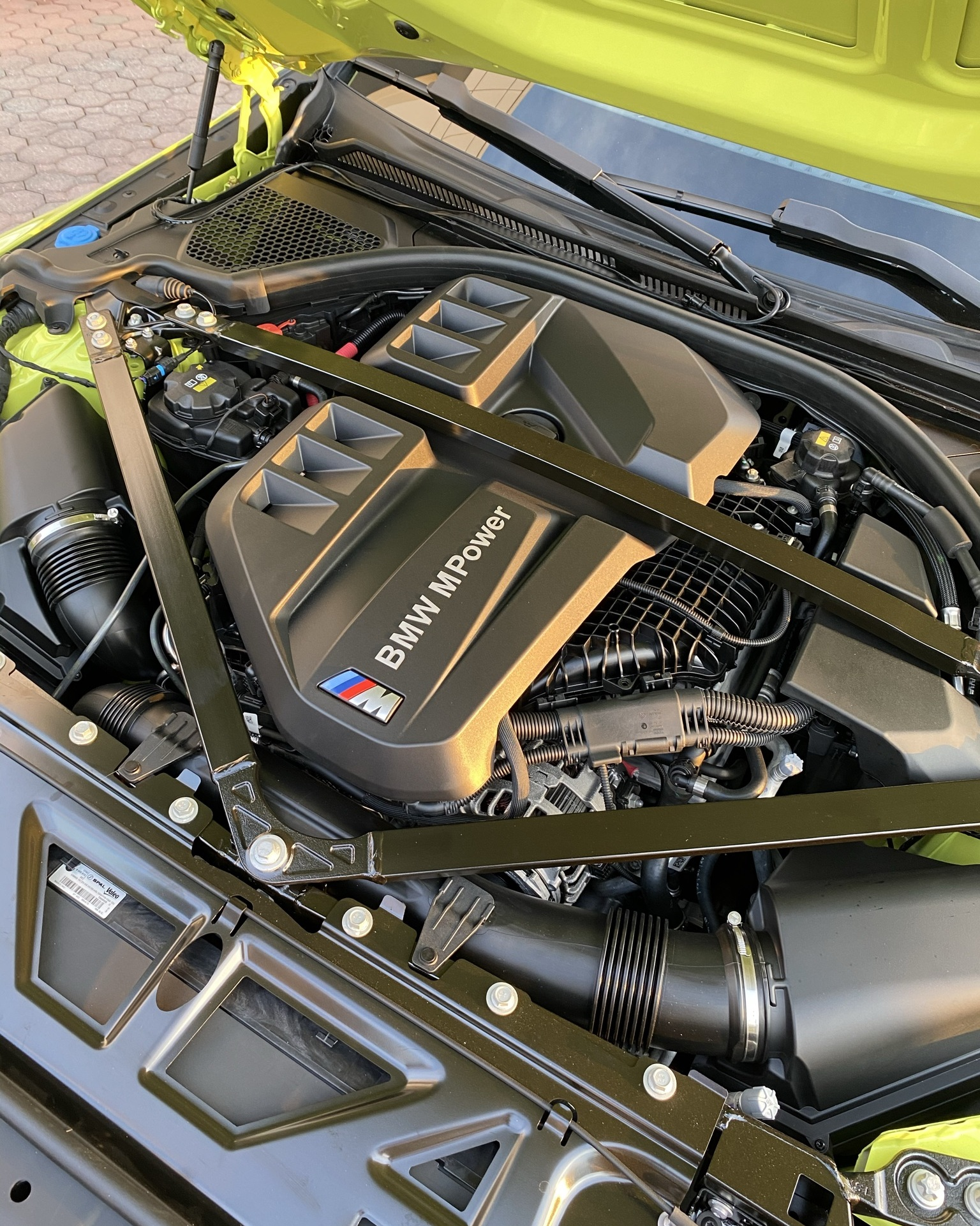
Il motore S58 su una M3 G80 Competition

Si tratta di un motore derivato direttamente dall'unità B58, ma rispetto al quale incorpora alcune soluzioni volte al miglioramento delle prestazioni. Non si tratta infatti di un B58 semplicemente elaborato, ma di un motore che, pur prendendo le proprie origini da quelle che sono le specifiche relative al motore meno prestazionale, adotta soluzioni specifiche come per esempio l'acciaio forgiato e alleggerito per la realizzazione dell'albero motore. Il monoblocco è di tipo closed-deck, cioè molto più rigido rispetto a un monoblocco open-deck, il che permette di ottenere una struttura di base molto più rigida e resistente alle elevate sollecitazioni termiche e meccaniche a cui essa viene soggetta. Una delle maggiori novità relative al motore S58 sta nel fatto che la testata viene ottenuta per mezzo di stampa 3D, compresi i condotti per il liquido di raffreddamento. Il già citato albero motore è caratterizzato di suo da manovelle leggermente accorciate rispetto al motore B58, da 94,6 a 90 mm, con la cilindrata che scende da 2998 a 2993 cm³. L'alimentazione è a iniezione diretta ad alta precisione, con pressione di alimentazione pari a 350 bar. La sovralimentazione avviene mediante due turbocompressori single-scroll, con intercooler aria-acqua. Ogni turbocompressore possiede in uscita un convertitore catalitico, per un totale di due catalizzatori dotati di filtro antiparticolato per rientrare nelle normative antinquinamento Euro 6d. 
Altra caratteristica del motore S58 sta nel sistema di raffreddamento, che prevede ben tre radiatori: oltre al radiatore frontale ne sono stati montati infatti anche altri due radiatori, uno per ogni lato del motore. Presenti inoltre due radiatori olio, uno per il motore e l'altro per il cambio.

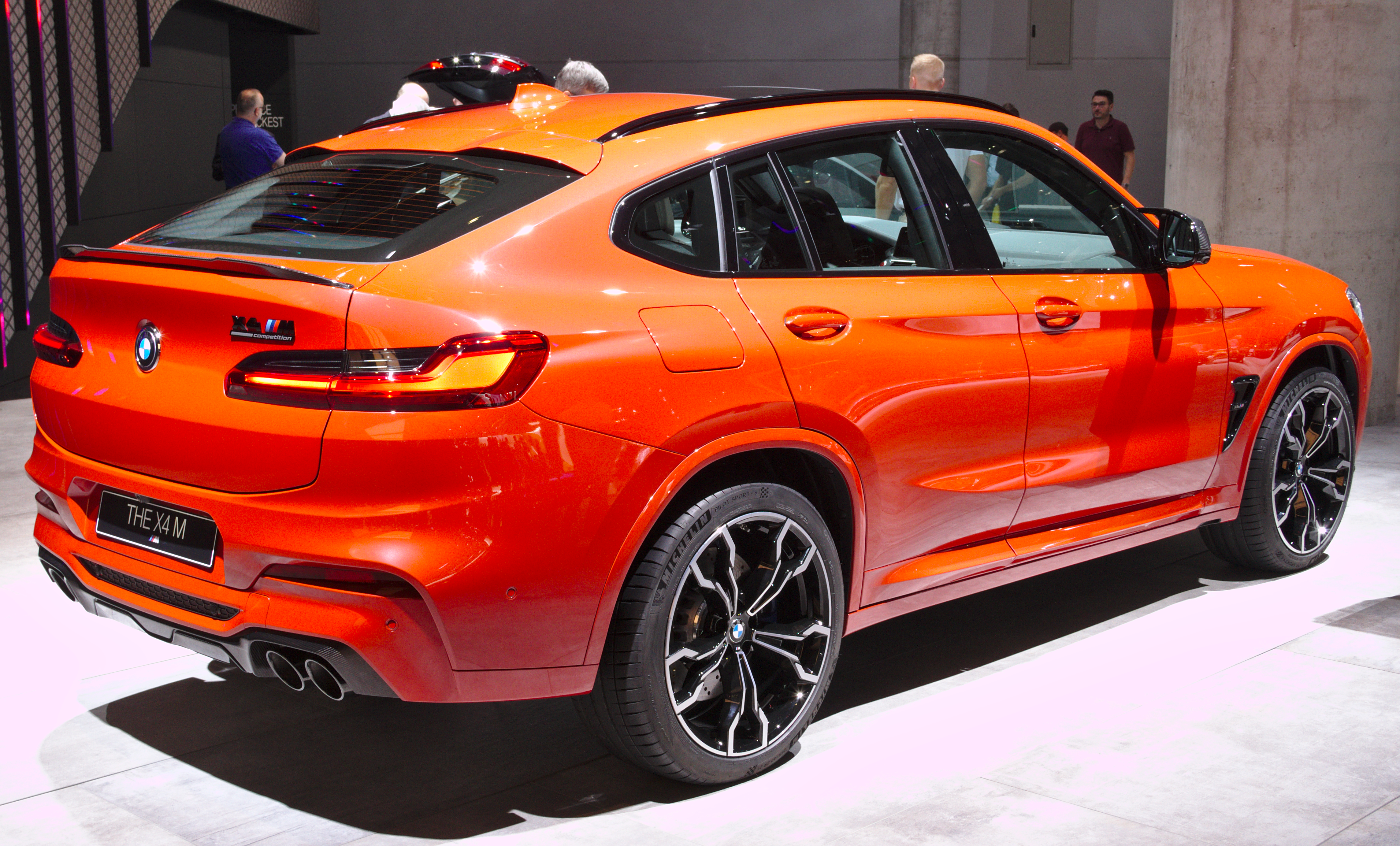
La prima applicazione del motore S58 è stata sulla X3 M e della X4 M

Il motore S58 viene proposto fin dal debutto in due livelli di potenza: 480 o 510 CV, che differiscono fra loro unicamente per la differente mappatura della centralina. Entrambe queste varianti debuttano nel settembre del 2019 sotto il cofano delle BMW X3 M e la BMW X4 M, sia in versione "normale" (480 CV) che in versione Competition (510 CV).
Riassumendo, queste sono le caratteristiche del motore S58:
- architettura a 6 cilindri in linea;
- monoblocco e testata in lega leggera;
- alesaggio e corsa: 84 x 90 mm;
- cilindrata: 2993 cm³;
- distribuzione a due assi a camme in testa, con variatore di fase bi-VANOS e sistema Valvetronic;
- alimentazione a iniezione diretta;
- sovralimentazione con due turbocompressori più un intercooler aria/acqua;
- rapporto di compressione: 9,3:1;
- raffreddamento a tre radiatori per il liquido refrigerante più un radiatore per l'olio motore e uno per il cambio;
- albero a gomiti su sette supporti di banco.

## Riepilogo caratteristiche e applicazioni
Di seguito vengono mostrate le caratteristiche e le applicazioni del motore S58:
| Variante | Potenza CV/rpm | Coppia Nm/rpm | Applicazioni             | Anni di produzione |
| -------- | -------------- | ------------- | ------------------------ | ------------------ |
| 1.       | 480/6250       | 600/2600-5600 | BMW X3 M G01             | dal 09/2019        |
| 1.       | 480/6250       | 600/2600-5600 | BMW X4 M G02             | dal 09/2019        |
| 2.       | 510/6250       | 600/2600-5950 | BMW X3 M Competition G01 | dal 09/2019        |
| 2.       | 510/6250       | 600/2600-5950 | BMW X4 M Competition G02 | dal 09/2019        |
| 3.       | 480/6250       | 550/2650-6130 | BMW M3 G80               | dal 03/2021        |
| 3.       | 480/6250       | 550/2650-6130 | BMW M4 G82               | dal 03/2021        |
| 4.       | 510/6250       | 650/2750-5500 | BMW M3 Competition G80   | dal 03/2021        |
| 4.       | 510/6250       | 650/2750-5500 | BMW M4 Competition G82   | dal 03/2021        |
| 5.       | 460/6250       | 550/2650-6130 | BMW M2 G87               | dal 10/2022        |